# Nicolas Bonet
Pour les articles homonymes, voir Bonet.
Nicolas (Nicholas, Nicolaus) Bonet (date de naissance incertaine ; mort en 1343) était un Frère mineur, théologien et missionnaire qui devint évêque de Malte.

## Biographie
Probablement français de naissance, il enseigna avec un grand succès la théologie à Paris, où il reçut le titre de « Doctor Pacificus » (le Docteur Pacifique) en raison de sa façon d'enseigner douce et calme. Il prit une part importante à la dispute concernant la vision béatifique, question qui faisait l'objet d'une vive discussion pendant le pontificat de Jean XXII et qui fut tranchée définitivement par le décret Benedictus Deus de son successeur Benoît XII.
Il fut l'un des membres de l'ambassade pontificale envoyée par Benoît XII à Kublai Khan[Passage contradictoire]. Les missions franciscaines en Tartarie avaient été fondées dès 1245, Lorenzo da Portogallo et Giovanni da Pian Carpino, apôtres zélés de la Foi ; et justement, dans son désir de maintenir et d'étendre le grand travail qu'ils avaient commencé et qu'avait continué le saint archevêque Jean de Monte Corvino, le grand khan eut l'idée d'envoyer une ambassade à Benoît XII pour lui demander que d'autres chrétiens vinssent travailler dans les missions d'Asie. Le pape reçut les ambassadeurs avec de grandes marques d'honneur et, accédant au désir du monarque mongol, il désigna comme ses légats quatre religieux de l'ordre de Frères mineurs, auxquels il a conféré toutes les facultés Apostoliques et les privilèges dont ils avaient besoin pour leurs travaux missionnaires. Il s'agissait de Jean de Florence, futur évêque de Bisignano en Calabre, de Nicolas Bonet, de Nicolas de Molano et de Grégoire de Hongrie. L'ambassade portant des lettres du pape au khan quitta Avignon vers la fin de l'année 1338 et, après un voyage long et difficile, elle arriva à Pékin, résidence de l'empereur de Tatarie au début de 1342. Les missionnaires furent encouragés dans leurs travaux apostoliques par le comportement amical de Kublai Khan et ils réussirent à fonder de nombreux établissements chrétiens dans tout le vaste empire mongol. 
Peu de temps après le retour des missionnaires, Bonet fut consacré évêque titulaire de Malte en reconnaissance de tout le travail qu'il avait accompli pendant sa mission en Mongolie. Il meurt l'année suivante.
Vers 1346, les missionnaires repartent pour l'Italie, faisant par bateau une partie du voyage de retour et le reste par terre à partir du royaume de Perse, pour arriver à Avignon au début de 1354. 
Parmi les écrits de Nicolas Bonet, méritent une mention spéciale son Tractatus de conceptione B. Mariæ Virginis jussu Clementis V scriptus, son Formalitates e Doctrinā Scoti et son Commentarius in IV libros sententiarum.